# …которого любили все
«…которого любили все» — советский документально-биографический фильм, снятый Леонидом Осыкой на киностудии им. Довженко в 1982 году. Посвящён актёру и режиссёру, заслуженному артисту РСФСР, народному артисту УССР и лауреату Национальной премии УССР им. Т. Г. Шевченко Леониду Быкову.
Премьера фильма состоялась 20 декабря 1982 года. Фильм посмотрели 2,2 млн зрителей.

## Сюжет
Фильм посвящён актёру и режиссёру Леониду Быкову, которого любили и зрители, и коллеги по работе. О нём вспоминают актёры Сергей Иванов, Евгения Симонова, лётчик-космонавт СССР Георгий Гречко, работники киностудии им. Довженко и прохожие, с которыми беседует Иван Гаврилюк.
В фильме используется кинохроника Алтайского телевидения и фрагменты из кинокартин «Максим Перепелица», «Укротительница тигров», «Судьба Марины», «Майские звёзды», «Алёшкина любовь», «Когда разводят мосты», «Добровольцы», «Зайчик», «В бой идут одни „старики“» и «Аты-баты, шли солдаты…».

## Съёмочная группа
- Автор сценария и режиссёр-постановщик: Леонид Осыка
- Оператор-постановщик: Борис Берёзка
- Художник-постановщик: Василий Заруба
- Композитор: Владимир Губа
- Звукооператор: Юрий Каменский
- Над фильмом работали
  - Николай Шабаев
  - Мария Пономаренко
  - Виталий Юрченко
  - Пётр Марусик
  - Лев Колесник
  - Вадим Деев
  - Вячеслав Онищенко
  - Валерий Чумак
  - Константин Крючков
  - Георгий Пробегалов
  - Алла Гребениченко
  - Сталина Рудько
  - Леонид Прищепа
  - Ростислав Тышковец
  - Игорь Чаленко
- Автор стихотворения: Дмитрий Миргородский
- Ведущий: Иван Гаврилюк
- Камерный ансамбль, дирижёр Василий Пилипчак